# How Do U Want It
How Do U Want It is een nummer van de Amerikaanse rapper 2Pac uit 1996, in samenwerking met het R&B-duo K-Ci & JoJo. Het is de vierde single van All Eyez on Me. het vierde studioalbum van 2Pac.
"How Do U Want It" gaat hebben als boodschap om gemotiveerd te blijven vechten voor je doelen. Het nummer werd een enorme hit in Amerika en bereikte de nummer 1-positie in de Billboard Hot 100. In het Nederlandse taalgebied bereikte de plaat geen hitlijsten.

## Tracklijst
- Cd-single

1. "How Do U Want It" (LP-versie)
2. "California Love" (lange radioversie)
3. "2 of Amerikaz Most Wanted" (LP-versie)
4. "Hit 'Em Up"